# Détroit d'Osumi
Pour les articles homonymes, voir Ōsumi.
Le détroit d'Osumi, en japonais 大隅海峡, au nord de l'archipel Ryukyu, sépare l'île Kyushu des îles Tanega-shima et Yaku-shima dans l'archipel Ōsumi. Il relie l'océan Pacifique et la mer de Chine orientale.
La longueur du détroit est d'environ 55 km, la largeur est de 28 à 45 km, les profondeurs atteignent 70 à 150 m. L'amplitude des marées est comprise entre 2 et 2,5 m, avec des courants constants à l'est, dont les vitesses maximales (de mai à août et de janvier à février) atteignent 7,5 à 9 km/h.

## Source
- (ru) Cet article est partiellement ou en totalité issu de l’article de Wikipédia en russe intitulé « Осуми (пролив) » (voir la liste des auteurs).